# Anisocentropus bicoloratus
Anisocentropus bicoloratus là một loài Trichoptera thuộc họ Calamoceratidae. Chúng phân bố ở miền Australasia.